# Baskets
Baskets ist eine US-amerikanische Dramedyserie.
In Deutschland wurde die Serie zuerst seit dem 4. April 2018 beim Sender ProSieben FUN ausgestrahlt.

## Inhalt
Chip Baskets will ein professioneller Clown werden. Nachdem er keinen Abschluss in einer angesehenen Clownerie-Schule in Paris gemacht hat, bleibt er bei einem lokalen Rodeo in seiner Heimatstadt Bakersfield in Kalifornien hängen.

## Besetzung und Synchronisation
Die deutschsprachige Synchronisation der Serie erfolgte bei der Antares Film GmbH, Berlin. Andreas Böge führte die Dialogregie und schrieb zusammen mit Ines Böge die Dialogbücher.

### Haupt- und Nebenrollen
| Rolle                             | Schauspieler         | Hauptrolle | Nebenrolle                                    | Synchronsprecher      |
| --------------------------------- | -------------------- | ---------- | --------------------------------------------- | --------------------- |
| Chip Baskets/Dale Everett Baskets | Zach Galifianakis    | 1.01–      |                                               | Michael Iwannek       |
| Martha Brooks                     | Martha Kelly         | 1.01–      |                                               | Antje von der Ahe     |
| Christine Baskets                 | Louie Anderson       | 1.01–      |                                               | Wolfgang Ziffer       |
| Eddie                             | Ernest Adams         |            | 1.01–                                         | Freimut Götsch        |
| Nicole Baskets                    | Ellen D. Williams    |            | 1.04–1.06, 1.10, 2.03, 2.09, 3.05             | Bianca Krahl          |
| Sarah Baskets                     | Malia Pyles          |            | 1.04–1.06, 1.08, 1.10, 2.03, 2.08–2.10, 3.05  | Marie Hinze           |
| Crystal Baskets                   | Julia Rose Gruenberg |            | 1.04–1.06, 1.10, 2.03, 2.08–2.10, 3.05        | Marie Thönißen        |
| Ken Daniels                       | Alex Morris          |            | 2.04, 2.07, 2.10, 3.01, 3.02, 3.04, 3.06–3.10 | Jürgen Kluckert       |
| Nikolai                           | ilia Volok           |            | 2.10                                          | Waléra Kanischtscheff |